# Manuel González Casanova
Pour les articles homonymes, voir Manuel González (homonymie), González et Casanova (homonymie).
Manuel González Casanova, né le 8 décembre 1934 et mort le 6 mars 2012, est un acteur, réalisateur, scénariste et producteur de cinéma mexicain. L'un des principaux promoteurs de la culture cinématographique mexicaine dans son pays et à l'étranger, écrivain, critique de cinéma, il se considère comme un pionnier dans de nombreux domaines académiques portant sur le septième art. Il a dirigé plusieurs chaires sur le théâtre et le cinéma à l'UNAM, de nombreuses conférences, et plusieurs ciné-clubs et instituts.

## Filmographie

### Comme réalisateur
- 1957 : Hambre
- 1966 : Jose Guadalupe Posada
- 1967 : Tamayo
- 1968 : Los Zapotecas
- 1969 : Siqueiros
- 1971 : Antologia del cine mexicano
- 1991 : Y vino el remolino (1910-1914)

### Comme scénariste
- 1957 : Hambre
- 1964 : Presencia de Africa de Manuel Michel
- 1966 : Jose Guadalupe Posada
- 1967 : Tamayo
- 1969 : Siqueiros
- 1991 : Y vino el remolino (1910-1914)

### Comme producteur
- 1966 : Jose Guadalupe Posada de lui-même
- 1971 : El cambio d'Alfredo Joskowicz
- 1973 : Meridiano 100 d'Alfredo Joskowicz
- 1976 : De todos modos Juan te llamas de Marcela Fernández Violante
- 1981 : Ora sí tenemos que ganar de Raúl Kamffer
- 1986 : Testimonios zapatistas d'Adolfo García Videla

### Comme acteur
- 1966 : Amelia de Juan Guerrero
- 1973 : La Derrota de Carlos González Morantes
- 1975 : El Infierno tan temido de Rafael Montero

## Distinctions
- 2005 : médaille Salvador-Toscano